# The Deputy
The Deputy (in Italia fino al sesto episodio Deputati insieme) è una serie televisiva statunitense in 76 episodi trasmessi per la prima volta nel corso di 2 stagioni dal 1959 al 1961, incentrata sulle vicende del marshal del Territorio dell'Arizona Simon Fry (Henry Fonda) e del suo vice Clay McCord (Allen Case).

## Trama
Fonda è il narratore della maggior parte degli episodi ed appare brevemente all'inizio e alla fine della maggior parte dei segmenti. Interpreta il ruolo principale in soli sei episodi della prima stagione e in tredici della seconda. Di solito dà al suo vice Clay McCord il compito o la missione da affrontare, poi lo ringrazia alla conclusione dell'episodio.

## Personaggi e interpreti

### Personaggi principali
- Marshal Simon Fry (76 episodi, 1959-1961), interpretato da Henry Fonda, doppiato da Antonio Sanna.
- Clay McCord (75 episodi, 1959-1961), interpretato da Allen Case, doppiato da Flavio Aquilone.
- Sergente Hapgood "Sarge" Tasker (35 episodi, 1960-1961), interpretato da Read Morgan, doppiato da Renato Novara.
È un ufficiale di cavalleria dell'esercito statunitense senza un occhio che staziona temporaneamente in città; appare nella seconda stagione (Morgan interpreta anche un altro ruolo, quello di Vince, nell'episodio della prima stagione del 10 ottobre 1959 Powder Keg).
- Herk Lamson (24 episodi, 1959-1960), interpretato da Wallace Ford, doppiato da Francesco Prando.
- Fran McCord (23 episodi, 1959-1960), interpretata da Betty Lou Keim, doppiata da Alessia Amendola.
È la sorella di Clay durante la prima stagione.

### Personaggi secondari
- Doc Landy (8 episodi, 1960-1961), interpretato da Addison Richards.
- Jose (6 episodi, 1960), interpretato da Vito Scotti.
- Dan (6 episodi, 1960-1961), interpretato da Don Heitgerd.
- Nathans (3 episodi, 1959-1961), interpretato da Robert Osterloh.
- Alden (3 episodi, 1960-1961), interpretato da Voltaire Perkins.

### Guest star
Le guest star includono Tom Greenway, Clu Gulager, Wallace Ford, Denver Pyle, George Kennedy, e Gary Vinson. Robert Redford fece il suo debutto televisivo nell'episodio The Last Gunfight (30 aprile 1960).

## Produzione
La serie, ideata da Norman Lear e Roland Kibbee, fu prodotta da Top Gun Productions e girata negli Universal Studios a Universal City e a Corriganville nella Simi Valley in California. Le musiche furono composte da Jack Marshall. Come fece in seguito Fred MacMurray durante le riprese della sitcom My Three Sons, Fonda partecipò alle riprese in diverse sessioni in modo da lasciarsi tempo libero per altri progetti. La differenza di qualità tra gli episodi con Fonda protagonista e quelli con Case fu oggetto di critica ai tempi della prima televisiva sulla NBC.

### Registi
Tra i registi sono accreditati:
- David Butler in 15 episodi (1959-1961)
- Tay Garnett in 12 episodi (1960-1961)
- Sidney Lanfield in 10 episodi (1960)
- Frank Arrigo in 9 episodi (1959-1961)
- Louis King in 8 episodi (1960-1961)
- Robert B. Sinclair in 7 episodi (1959-1960)
- Herschel Daugherty in 3 episodi (1959-1961)
- Arthur Lubin in 3 episodi (1959-1960)
- Otto Lang in 3 episodi (1961)
- Frederick Stephani in 2 episodi (1959-1961)

### Sceneggiatori
Tra gli sceneggiatori sono accreditati:
- Roland Kibbee in 76 episodi (1959-1961)
- Norman Lear in 76 episodi (1959-1961)
- Jess Carneol in 8 episodi (1959-1961)
- Kay Lenard in 8 episodi (1959-1961)
- Charles B. Smith in 8 episodi (1959-1960)
- Herbert Purdom in 7 episodi (1959-1961)
- Michael Kraike in 6 episodi (1959-1961)
- Clarke Reynolds in 4 episodi (1960-1961)
- Hendrik Vollaerts in 4 episodi (1960-1961)
- Ellis Kadison in 3 episodi (1960-1961)
- Lou Shaw in 3 episodi (1960-1961)
- Peggy Shaw in 3 episodi (1960-1961)
- Hal Biller in 3 episodi (1960)
- Austin Kalish in 3 episodi (1960)
- Jerry Sackheim in 2 episodi (1959-1961)
- Katherine Albert in 2 episodi (1959)
- Dale Eunson in 2 episodi (1959)
- N.B. Stone Jr. in 2 episodi (1959)
- Richard Morgan in 2 episodi (1960-1961)
- Rod Peterson in 2 episodi (1960-1961)
- Saul Schwartz in 2 episodi (1960-1961)
- William Yagemann in 2 episodi (1960-1961)
- Lester Fuller in 2 episodi (1960)
- Charles R. Marion in 2 episodi (1960)

## Distribuzione
La serie fu trasmessa negli Stati Uniti dal 12 settembre 1959 al luglio 1961 sulla rete televisiva NBC.
In Italia è stata trasmessa su Telecapri News con solo i primi due episodi tra l'11 e il 18 giugno 2010 alle 20:35, poi sospesa.
Dal 20 maggio 2024 la serie a partire dal terzo episodio viene trasmessa su Canale 21, poi interrotta il 4 novembre successivo al 19esimo episodio. Dal 20 gennaio 2025 la serie torna in onda su Televomero con la prima visione del ventesimo episodio.
Alcune delle uscite internazionali sono state:
- in Germania Ovest il 6 giugno 1964 (Der zweite Mann)
- in Spagna (El representante de la ley)
- in Italia l'11 giugno 2010 (Deputati insieme)

## Episodi
| Stagione         | Episodi | Prima TV USA | Prima TV Italia |
| ---------------- | ------- | ------------ | --------------- |
| Prima stagione   | 39      | 1959-1960    | 2010, 2024      |
| Seconda stagione | 37      | 1960-1961    | inedita         |